# Jean-Claude Massoulier
Jean-Claude Massoulier, né le 18 juillet 1932 à Paris et mort le 3 septembre 2009 à Vannes, est un comédien, chanteur et animateur de télévision français.

## Biographie
Jean-Claude Massoulier a été le porte-parole du jury français du Concours Eurovision de la chanson entre 1964 et 1970 puis le commente pour TF1 en 1976.

### Théâtre
Il participe à une comédie musicale d'humour caustique sur la société du Show biz écrite par Jacques Martin, Petit Patapon, créée en 1967 à Bobino rue de la Gaîté à Paris. Jacques Martin y joue également, ainsi qu'une jeune chanteuse du nom de Vetty. Cette comédie sera censurée, lors d'une tournée, par Yvon Bourges, ministre de la Défense présent dans la salle, sans doute « choqué », en tous cas fermé à l'humour décapant de Jacques Martin, qui tapait quelque peu sur les militaires.
- 1980 : Reviens dormir à l’Élysée de Jean-Paul Rouland et Claude Olivier, mise en scène Michel Roux, Comédie Caumartin

Auteur
- 1988 : Une grande famille, mise en scène Marc Cassot, Théâtre Daunou

### Vie privée
Il vécut en Normandie dans un moulin situé au bord de l'Iton.[réf. nécessaire]
Marié avec la comédienne Anne Gacoin, ils eurent un fils : Nicolas.[réf. nécessaire]

## Filmographie

### Cinéma
- 1961 : La Ligne droite de Jacques Gaillard
- 1962 : Les Sept Péchés capitaux de Claude Chabrol
- 1966 : Un idiot à Paris de Serge Korber
- 1967 : La Petite Vertu de Serge Korber
- 1970 : Les Jambes en l'air de Jean Dewever
- 1971 : Papa les p'tits bateaux de Nelly Kaplan
- 1972 : Tout le monde il est beau, tout le monde il est gentil de Jean Yanne
- 1973 : L'Affaire Dominici de Claude Bernard-Aubert
- 1974 : La Gueule de l'emploi de Jacques Rouland
- 1977 : La Vie parisienne de Christian-Jaque
- 1977 : Ça va pas la tête de Raphaël Delpard
- 1978 : Je suis timide mais je me soigne de Pierre Richard
- 1978 : Je vous ferai aimer la vie de Serge Korber
- 1980 : Voulez-vous un bébé Nobel? de Robert Pouret dont il est scénariste.
- 1982 : N'oublie pas ton père au vestiaire de Richard Balducci
- 1982 : Salut la puce de Richard Balducci
- 1982 : En cas de guerre mondiale je file à l'étranger de Jacques Ardouin
- 1987 : La Brute de Claude Guillemot
- 1987 : À notre regrettable époux de Serge Korber
- 1993 : La Braconne de Serge Pénard

### Télévision
- 1969 : S.O.S. fréquence 17 de Jean Dréville (épisode Objet Volant non Identifié)
- 1970 : Les Enquêteurs associés de Serge Korber (épisode Tête de Turc)
- 1972 : Meurtre par la bande (téléfilm) épisode de la série télévisée Les Cinq Dernières Minutes de Claude Loursais : Fontaine
- 1975 : L'homme qui n'en savait rien de Jean-Claude Massoulier : émission de télévision où Jean-Claude Massoulier, habillé de façon insolite (exemples : en écossais portant le kilt, en habit de chasse à courre, en capitaine de paquebot), jouait au touriste égaré et interrogeait naïvement un passant sur ses connaissances géographiques et historiques de la ville. Filmé en caméra cachée, chaque réponse exacte du passant incrémentait un compteur de bonnes réponses. En fin d'entretien, Jean-Claude Massoulier révélait la supercherie, le principe du jeu, et la somme d'argent gagnée par le passant.
- 1981 : La Double Vie de Théophraste Longuet téléfilm en trois parties d'après Gaston Leroux adaptée pour la télévision en 1981 par Jean-Claude Carrière et réalisée par Yannick Andréi avec Jean Carmet (Longuet) et Michel Duchaussoy.

## Discographie
- 1963 : Le twist agricole, Les autobus, C'est ça le rugby, Le tube
- 1963 : Sous ce grand soleil, Sois un peu relax
- 1963 : Bidjibi, Sois un peu relax, L’auberge d’El Paso, Pauvre blanc
- 1964 : La cuisine au beurre, Vilain Massoulier, Les talons hauts, Frankenstein et Dracula
- 1964 : La cuisine au beurre, Vilain Massoulier, Les talons hauts, Frankenstein et Dracula, Le twist agricole, C'est ça le rugby, Bidjibi, Boulevard Poniatowsky
- 1965 : De la bière, Entre le bœuf et l’âne, Ma caille ma tourterelle, Les filles
- 1965 : La quille, Tu es à moi, Les créatures de la mer, José
- 1966 : Les robots, Je cherche une guerre, Quand on s’en va chez les Anglais, Quand je mourirai
- 1966 : Une Jeanne pour les Français, Scotch et whisky, Les Chinois, Menteur
- 1967 : Les petits vieux, La ferme, Des pommes et des noix, La bourrée
- 1968 : Les petits vieux, La ferme, Des pommes et des noix, La bourrée, Vivant, Les Écossais, J'ai du sang bleu, Comment java ?, Miss Lilibeth, La gare, Au chant des pipeaux, Chanson sans calcium
- 1970 : Saint Chienlit sur mer, Chanson pleine d'entrain pour le matin
- 1970 : Premier prix de femme du conservatoire de l'amour, Fleur d'alcôve
- 1972 : Et hop ! ça mousse, Melon à Cavaillon
- 1972 : La dame du courrier du cœur, Renvoie-moi l’ascenseur
- 1975 : Marie I love you, La maison de la culture
- 1977 : Vous votez chez vos parents ?, Morphino-femme

## Textes de Jean-Claude Massoulier chantés par d'autres
- Marcel Amont : La Jaguar
- Anne et Julien : L’eau du fond du puits, J’ai un oiseau dans la tête
- Arielle : Gontran
- Jean Arnulf : L’oiseau l’éléphant et le soleil
- Isabelle Aubret : Les enfants, Ma bohême, Maria
- La Bande ; Le temps du Borsalino
- Brigitte Bardot : Je danse donc je suis, Je manque d'adjectifs
- Marie-Paule Belle : L’amour dans les volubilis
- Frida Boccara : Du soleil au coeur
- Juan Catalano : Le pain sur l’épaule
- Les Chaussettes Noires : Oh dis Eddie
- Chorale de l'Amitié du Polygone : Le cœur en fête
- Philippe Clay : La question, Au volant de ma valse, Incontestablement, Manger porteur, C'est un 78 tours, Mucho mucho, Chauffe qui peut
- Martine Clémenceau : Un jour l'amour
- Les Compagnons de la Chanson : Le cœur en fête, La chanson pour Anna, Tzeinerlin, La chorale
- Les Couac-Couac : Le festival de Cannes, Le canard français, Les fêtes en famille
- Nicole Croisille : Dieu merci il m’aime aussi, J’aime, Il n’y a plus d’abonné
- Dalida : Les jardins de Marmara
- Raoul De Godewarsvelde : Un verre de ouatabada, Chanson sans calcium, L'acco-cordéoniste, Dans la joie et la santé
- Céline Dion : Du soleil au coeur
- Jean Ferrat : Maria
- Boulou Ferré : Dieu merci elle m’aime aussi
- Catherine Ferry : Ma chanson d'amour
- Les Frères Jacques : Le twist agricole, Chanson sans calcium, C'est ça l'rugby, Les cosmiques troupiers, Monsieur Le Petit le chasseur
- Anne Gacoin : Gontran, Comme au cirque, Tzeinerlin, Un amour est né, Je pleure en Provence, Si demain dans Paris, Les tambours, Véro Véronique, 	Rue de Vaugirard, 	L'oiseau l'éléphant et le soleil, La femme du diable, Tu descendras de la montagne, C'est un soldat, Cymbalina
- Chantal Goya : La flamme et le feu
- Georges Guétary : De la bière
- Jean-Pierre Hébrard : Le pain sur l’épaule
- Jan et Rod : Les autobus, Lina de Calipulo
- Jeanette : Tzeinerlin
- Frankie Jordan : Dieu merci elle m’aime aussi
- Pauline Julien : J'ai mangé un agent de police
- Marie Karen : Le pain sur l’épaule
- Chantal Kelly : Des plaines et des bois, Attention cœur fragile
- Marie Laforêt : On n'oublie jamais
- Simone Langlois : Sous ce grand soleil
- Rose Laurens : Copacabana
- Yves Lecoq : Je m’appelle François
- Monique Leyrac : Et je t'aime
- Lorie : Je danse donc je suis
- Sabrina Lory : Pourquoi?
- Helena Majdaniec : Le cœur en fête
- Yves Mathieu : Ma terre et mes bois
- Les Max's : Le cœur en fête
- Mistigri : Les vendeurs de peaux d’lézard
- Nana Mouskouri : Chimbolom
- Marjorie Noël: Bonjour mon amour
- Les Octaves : Maria
- Marie-Andrée Ostiguy : La chanson pour Anna
- Les Petits Chanteurs d'Aix-en-Provence : Tzeinerlin
- Georgette Plana : L’amour est un voyou
- Daniel Popp : Wakadi wakadou, Toupie, Le grand bazar, Comme un cri dans la nuit, 	Pauvre Jésus
- Rachel : Pleure pleure pleure
- Régine : Le temps du Borsalino, Un amour chocolat
- Sim : 	Mangez miam buvez gloup, Tric trac
- Raymond Siozade avec Christian Desgroppes : Comment ça s’danse ?
- Francesca Solleville : Un accordéon pour Paris
- Les Sunlights : Tzeinerlin
- Claude Vinci : J'ai mangé un agent de police
- Sheila White : Papa les petits bateaux...
- Rika Zaraï : Quel beau dimanche

## Textes de Jean-Claude Massoulier adaptés en d'autres langues
- Aaron : Wakadi Wakadou
- Brigitte Bardot : Я Танцую - Я Есть
- Howard Carpendale : Wakadi Wakadu
- La Casa Azul : Si No Voy A Esperar
- Los 5 Musicales : Angelique
- Martine Clémenceau : ただ愛に生きるだけ
- I Combos : Uakadì - Uakadù
- Les Couac-Couac : El Pato Español
- Dalida : Los Jardines De Marmara
- Fontána : Nevadí Nevadí Nevadi
- Françoise & Die Drei Kakteen: Ich Tanze
- The Irish Rovers : Years May Come Years May Go
- Jeanette : Todo Es Nuevo, Tzeinerlin
- Liesbeth List : Ik Dans Dus Ik Besta
- Milva : Un Uomo In Meno
- I Nuovi Angeli : Uakadì - Uakadù
- Régine : Il Tempo Del Borsalino
- Robin : Käyköön Niin Tai Näin
- Viktor Sodoma : Žárlivý Kakadu
- Conny Vink : Een Huis Vol Herrie